# Boston Celtics 1955-1956
La stagione 1955-56 dei Boston Celtics fu la 10ª nella NBA per la franchigia.
I Boston Celtics arrivarono secondi nella Eastern Division con un record di 39-33. Nei play-off persero la semifinale di division con i Syracuse Nationals (2-1).

## Roster
| N° | Naz.                   | Ruolo | Sportivo      | Anno | Alt. | Peso |
| -- | ---------------------- | ----- | ------------- | ---- | ---- | ---- |
| 12 | Stati Uniti (bandiera) | GA    | Togo Palazzi  | 1932 | 193  | 93   |
| 14 | Stati Uniti (bandiera) | G     | Bob Cousy     | 1928 | 185  | 79   |
| 15 | Stati Uniti (bandiera) | AC    | Red Morrison  | 1932 | 203  | 100  |
| 16 | Stati Uniti (bandiera) | AC    | Jack Nichols  | 1926 | 201  | 101  |
| 18 | Stati Uniti (bandiera) | A     | Jim Loscutoff | 1930 | 196  | 100  |
| 19 | Stati Uniti (bandiera) | AC    | Arnie Risen   | 1924 | 206  | 91   |
| 20 | Stati Uniti (bandiera) | A     | Dickie Hemric | 1933 | 198  | 100  |
| 21 | Stati Uniti (bandiera) | G     | Bill Sharman  | 1926 | 185  | 79   |
| 22 | Stati Uniti (bandiera) | AC    | Ed Macauley   | 1928 | 203  | 84   |
| 23 | Stati Uniti (bandiera) | GA    | Ernie Barrett | 1929 | 191  | 82   |

## Staff tecnico
- Allenatore: Red Auerbach
- Preparatore atletico: Harvey Cohn